# آنلوس لامرتس
آنلوس لامرتس (انگلیسی: Annelous Lammerts؛ زادهٔ ۱ نوامبر ۱۹۹۳) قایقران زن قایق بادبانی اهل هلند است.
وی در مسابقات کشوری و بین‌المللی در مجموع برندهٔ ۱ مدال برنز شده است.